# Liste der Monuments historiques in Quincey (Côte-d’Or)
Die Liste der Monuments historiques in Quincey führt die Monuments historiques in der französischen Gemeinde Quincey auf.

## Liste der Immobilien
| Bezeichnung        | Beschreibung                                                          | Standort              | Kennzeichnung | Schutzstatus | Datum | Bild           |
| ------------------ | --------------------------------------------------------------------- | --------------------- | ------------- | ------------ | ----- | -------------- |
| Château de Quincey | Schloss, 18. Jahrhundert; mit Kapelle, Nebengebäuden und Wassergräben | Rue du Moutier (Lage) | PA00112605    | Inscrit      | 1970  | weitere Bilder |

## Liste der Objekte
| Bezeichnung                   | Beschreibung                                                                        | Standort                      | Kennzeichnung | Schutzstatus | Datum | Bild |
| ----------------------------- | ----------------------------------------------------------------------------------- | ----------------------------- | ------------- | ------------ | ----- | ---- |
| Skulptur Heiliger Rochus      | Kalkstein, farbig gefasst, 16. Jahrhundert                                          | in der Kirche St-André (Lage) | PM21001835    | Classé       | 1916  |      |
| Skulptur Heiliger Andreas (1) | Stein, farbig gefasst, Mitte des 16. Jahrhunderts                                   | in der Kirche St-André (Lage) | PM21004113    | Inscrit      | 1994  |      |
| Skulptur eines Apostels       | Stein, farbig gefasst, Mitte des 16. Jahrhunderts                                   | in der Kirche St-André (Lage) | PM21004114    | Inscrit      | 1994  |      |
| Skulptur Heiliger Andreas (2) | Holz, farbig gefasst und vergoldet, 18. Jahrhundert                                 | in der Kirche St-André (Lage) | PM21004115    | Inscrit      | 1994  |      |
| Skulptur Heiliger Andreas (3) | Aufsatz eines Prozessionsstabs; Holz, farbig gefasst und vergoldet, 18. Jahrhundert | in der Kirche St-André (Lage) | PM21004116    | Inscrit      | 1994  |      |
| Skulptur Heiliger Andreas (4) | Aufsatz eines Prozessionsstabs; Holz, farbig gefasst und vergoldet, 18. Jahrhundert | in der Kirche St-André (Lage) | PM21004117    | Inscrit      | 1994  |      |
| Skulptur einer Heiligen       | Holz, farbig gefasst und vergoldet, 18. Jahrhundert                                 | in der Kirche St-André (Lage) | PM21004118    | Inscrit      | 1994  |      |
| Expositionsnische             | Holz, vergoldet, 18. Jahrhundert                                                    | in der Kirche St-André (Lage) | PM21004119    | Inscrit      | 1994  |      |
| Gemälde Kreuzigung            | Ölfarbe auf Leinwand, 17. Jahrhundert                                               | in der Kirche St-André (Lage) | PM21004120    | Inscrit      | 1994  |      |
| Kanzel                        | Holz, 18. oder 19. Jahrhundert                                                      | in der Kirche St-André (Lage) | PM21004121    | Inscrit      | 1994  |      |
| 25 Kirchenbänke               | Holz, 17. bis 19. Jahrhundert                                                       | in der Kirche St-André (Lage) | PM21004122    | Inscrit      | 1994  |      |